# Aldo Capitanio
Aldo Capitanio (Camisano Vicentino, Vicenza, Itàlia, 28 de maig de 1952 - ibíd., 19 de setembre de 2001) fou un dibuixant i il·lustrador italià.

## Biografia
Va debutar a 18 anys d'edat, el 1970, realitzant il·lustracions per a la revista Il Santo dei Miracoli. El 1972 va dibuixar "Nel giorno delle nozze", un conte de Gianni Bono publicat per la revista Eureka. L'any següent va començar a col·laborar amb Il Giornalino dibuixant, entre un altre, una versió en historieta de les novel·les d'aventures d'Emilio Salgari El Corsari Negre i La reina dels caribes, amb textos de Renata Gelardini (1977).
El 1980 va entrar a formar part de l'equip de dibuixants de Storie a fumetti, un projecte de divulgació històrica de Mondadori ideat pel periodista Enzo Biagi. El 1989 va passar a col·laborar amb l'editorial Bonelli, dibuixant tres històries del còmic policíac Nick Raider, amb textos de Claudio Nizzi i Michele Medda. A més va il·lustrar tres episodis de la historieta més popular de la Bonelli, el western Tex, amb guions de Claudio Nizzi i Mauro Boselli.
En 1995 va dibuixar l'episodi "Avventura sul San Lorenzo" de la historieta Blek el gegant, en ocasió dels quaranta anys del personatge. El mateix any va realitzar il·lustracions de la Vicenza romana i medieval per a la revista Storia Vicentina de Scripta Edizioni. El 1997 va treballar per a la sèrie La Storia dell'Uomo de l'editorial De Agostini. Va morir el 2001 amb només 49 anys.

## Premis
- Premi ANAFI (Associazione Nazionale Amici del Fumetto i dell'Illustrazione) 1996 com a millor dibuixant.[7]
- Premi INCA (Italian Internet Comics Award) edició Winter 2002, a la categoria Millor Dibuix per Matador! - La Collera dei Montoya, Tex n. 488-489.[8]